# قرار مجلس الأمن التابع للأمم المتحدة رقم 77
اعتُمد قرار مجلس الأمن التابع للأمم المتحدة رقم 77 في 11 تشرين الأول / أكتوبر 1949، بعد أن تلقى ودرس التقرير المرحلي الثاني للجنة الأسلحة التقليدية، وجه المجلس الأمين العام إلى إحالة التقرير، مع مرفقاته، مع القرار المصاحب ومحظر نظر المجلس في الموضوع أمام الجمعية العامة للعلم.
تم تبني القرار بأغلبية تسعة أصوات وامتناع عضوين عن التصويت من قبل أوكرانيا والاتحاد السوفيتي.